# Annona nutans
Annona nutans är en kirimojaväxtart som först beskrevs av Robert Elias Fries, och fick sitt nu gällande namn av Robert Elias Fries. Annona nutans ingår i släktet annonor, och familjen kirimojaväxter. Inga underarter finns listade i Catalogue of Life.